# Aeroportul Nonouti
Aeroportul Nonouti (IATA: NON, ICAO: NGTO) este un aeroport din Kiribati.
aeroportul dispune de o singură pistă.